# Helmutova Stříkačka
Helmutova Stříkačka je česká rocková skupina. Založil ji roku 1984 brněnský gymnazista Robert Staniczek.
Kapela začínala na studentských akcích i na festivalu Rockfest, zpívala s ní krátce i pozdější československá miss Michaela Maláčová. Od počátku devadesátých let zažívala kapela úspěch na velkých pódiích jak v tehdejším Československu, tak v zahraničí. Hudba Helmutovy stříkačky byla ovlivněna kytarovým rockem doznívající nové vlny, důležitou složkou byly ironické, dvojsmyslné a melancholické texty, které tvořily komponované celky propojené postavami Helmuta a jeho ženy Hildy. V roce 1990 skupina vydala singl „Proč jsem si tě bral“, následovala alba Helmut & Hilda (1991) a Z vrány do vrány (1994), příznivě přijatá kritikou. Poté skupina ukončila činnost, znovu začala hrát v pozměněné sestavě roku 2000 a v roce 2005 vydala album Hell Mute. Od roku 2019 skupina opět koncertuje.

## Historie
Skupina vznikla v roce 1984 jako recesistický projekt studentů brněnských středních škol. První sestavu tvořili Robert Staniczek (zpěv), Albert Krejčí (bicí), Tomáš Rašovský (kytara) a Petr Klobouk (baskytara). Členové kapely byli propojeni s amatérským divadelním uskupením, které vystupovalo na středoškolských a vysokoškolských akcích.
Po účasti na festivalu Rockfest v roce 1988 začala skupina intenzivněji koncertovat, což vedlo k časové vytíženosti a následné personální obměně v roce 1990. Novou, stabilnější sestavu tehdy tvořili Tomáš „Pogo“ Rechtořík (bicí), Martin Pokora (kytara), Libor „Mikeš“ Mikoška (kytara), Luděk Doležal (baskytara), Tonda Juřeník (klávesy) a Robert Staniczek (zpěv). Tato sestava absolvovala tzv. „přehrávky“ a směřovala k profesionálnímu působení.
Před natáčením prvního dlouhohrajícího alba došlo k další personální změně. Klávesistu nahradil Honza Staniczek a druhým kytaristou se stal Martin Nechvátal. Těsně před nahráváním ve studiu Propast odešel Libor Mikoška a Nechvátal se stal jediným kytaristou. Následně kapelu opustil i bubeník Rechtořík, kterého nahradil Luboš Beránek. V této sestavě vzniklo v roce 1993 další studiové album, tentokrát ve studiu Citron.
V následujících letech skupinu provázely personální změny a různé provozní komplikace. Do sestavy se v různých obdobích zařadili bubeník Jan Seidl (dříve Futurum, Pražský výběr) a baskytarista Ivan „Chozé“ Knos (Piliny).
V roce 2000 nastoupili do kapely bubeník Lukáš Kyzlink, baskytarista Aleš Čuma a klávesista Pavel Ryška. Kapela spolupracovala s agenturou Aetna a v roce 2004 podepsala smlouvu s brněnským vydavatelem Tomášem Čápem na vydání alba Hell mute!, které vyšlo v roce 2005.
V prosinci 2023 proběhlo natáčení koncertu v brněnském klubu Kabinet Múz a záznam tohoto koncertu vyšel 5. dubna 2024 na vinylu, CD začátkem podzimu 2024. Premiéra pořadu z tohoto koncertu byla odvysílána na ČT art 17. května 2024.

### Současnost
Skupina od počátku 21. století funguje s přestávkami a několika personálními obměnami. V roce 2019 inicioval Robert Staniczek návrat kapely na scénu. V témže roce manažerské a produkční zajištění převzala Eva „Nikitta“ Polášková.

## Aktuální sestava (od roku 2023)
- Robert Staniczek – zpěv, zakladatel kapely, původně spojený s divadelním projektem Helmut & Hilda, v mezičase působil jako producent a skladatel
- Honza Staniczek – klávesy, bratr Roberta Staniczka, člen kapely od období prvního studiového alba
- Petr Bartoněk – kytara, absolvent hudebního vzdělání v Austrálii, působil v kapelách 4Crowns, POOL, Tom Jégr & gang, učí hudební výchovu na střední škole
- Daniel Šálovský – bicí, nejmladší člen, student a aktivní bubeník v dalších projektech
- Veronika Dudová – perkuse a zpěv, jediná žena v kapele, studentka hudební školy v Brně, zároveň členka kapely Nekapela
- Tomáš Kopal – baskytara, samouk, který dříve působil v kapelách Salem’s Lot, La Patchanka, Lordskull, Illegal Orchestra a Ucan2, také člen kapely Synaesthetics

## Diskografie
- Helmut & Hilda (1991)
- Z Vrány do Vrány (1994)
- Hell mute (2005)
- Kabaret (2024)